# Johanna Titselaar
Johanna Catharina Josepha Titselaar (Sittard, 27 maart 1962) is een Nederlands beeldend kunstenaar die actief is als sieraadontwerper.

## Biografie
Titselaar is opgeleid als schilder aan de Hogeschool voor de Kunsten te Arnhem. In 1990 startte zij samen met Bernard Jongstra (1960) een sieradencollectie onder het label Gem Kingdom. De sieraden worden gemaakt van onalledaagse materialen als hout, kristal en kunststof in combinatie met zilver. Vanaf 2008 worden de sieraden onder meer verkocht in een eigen winkel in de Huidenstraat 13 in de Jordaan te Amsterdam.